# ألبرتو أراي
ألبرتو أراي (بالإسبانية: Alberto Arai)‏ هو مهندس معماري ورسام مكسيكي، ولد في 29 مارس 1915، وتوفي في 25 مايو 1959.